# حمية الطنجي
حميّه ولد الطنجي (مواليد 1 مايو 1998) هو لاعب كرة قدم موريتاني دولي يلعب لصالح نادي نواذيبو المنافس ضمن أندية الدوري الموريتاني الممتاز، والذي قدِم إليه صيف 2018 قادماً من نادي تجكجة. وقد اختير كأفضل لاعب صاعد في الدوري الموريتاني موسم 2016–2017 من قبل الاتحادية الموريتانية لكرة القدم.
كانت بداية بزوغ نجمه مع منتخب موريتانيا للشباب، في بطولة كوتيف، التي أُقيمت في إسبانيا صيف 2017، حيث قدّم مستويات جيدة، كما شارك في تصفيات أمم أفريقيا للشباب، وسجل أهدافاً مهمّة أمام المنتخب الجزائري في الدور الأول من هذه التصفيات.

## وصلات خارجية
حمية الطنجي - صفحة اللاعب على موقع كووورة 